# Asbach, Birkenfeld
Asbach là một xã thuộc huyện Birkenfeld, trong bang Rheinland-Pfalz, phía tây nước Đức. Xã Asbach, Birkenfeld có diện tích 3,47 km², dân số thời điểm ngày 31 tháng 12 năm 2006 là 163 người.